# Saugmagen
Als Saugmagen werden Erweiterungen des Magens oder der Speiseröhre (Oesophagus) bei Arthropodenarten bezeichnet, die entweder Saugfunktion besitzen, oder bei denen dies früher vermutet worden ist.

## Bei Schmetterlingen
Schmetterlinge besitzen eine im Kopf liegende Saugpumpe, die aus dem Cibarium und Teilen des anschließenden Pharynx gebildet ist; durch diese kann Nahrung durch den Saugrüssel (Proboscis) angesaugt werden. Historisch wurde aber stattdessen eine sackartige Ausstülpung (Divertikel) des Vorderdarms in den vorderen Abdominalsegmenten "Saugmagen" genannt. Diese Struktur, die durch einen dünnen Kanal mit dem Darmlumen verbunden ist, ist beim lebenden Tier luftgefüllt, sie besitzt tatsächlich keinerlei Saugfunktion.

## Bei Spinnen
Bei Spinnen (Araneae) ist der Saugmagen Teil des Verdauungstrakts, seine Aufgabe ist das Ansaugen des durch extraintestinale Verdauung verflüssigten Nahrungsbreis. Der Saugmagen liegt im Prosoma, oberhalb des Endosternits, unter der Fovea, einer dorsalen Einsenkung (Apodem) der Kutikula. Der Saugmagen ist an beiden Enden mit Ringmuskeln ausgestattet, die als Ventile wirken. Seine Erweiterung erfolgt durch einen mächtigen, an der Fovea innen ansetzenden Dilatormuskel sowie seitlich (lateral) ansetzende Muskeln; die Kontraktion durch Ringmuskulatur. Die Aktivität des Saugmagens war bei Untersuchung einer Vogelspinnen-Art (Grammastola cala) mit der Aktivität des Herzens synchronisiert.